# Magnesita
|  | No s'ha de confondre amb magnetita. |

La magnesita és un mineral de la classe dels carbonats, que pertany al grup de la calcita. Va ser descoberta l'any 1808 i rep el seu nom de la seva composició química (magnesi). No s'ha de confondre amb la magnetita.

## Característiques
La magnesita és un carbonat de magnesi amb impureses de Fe, Mn, Ca, Co o Ni, que li donen les seves variades coloracions. Cristal·litza en el sistema trigonal. La forma típica d'aquest mineral són masses de microcristalls, compactes i opaques, que tenen un aspecte molt semblant al de la porcellana. El color predominant en aquesta cristal·lització és el blanc grisós o groguenc. En canvi, quan es tracta d'exemplars perfectament cristal·litzats, la magnesita es presenta incolora i transparent si és pura, i groc marronosa, groguenca o translúcida si conté impureses d'altres elements com ferro, manganès o calci, que substitueixen en part al magnesi en la composició del mineral. Exposada a la llum ultraviolada presenta una intensa fluorescència verda-blanca o blava-blanca. Els exemplars ben cristal·litzats són difícils de trobar i desperten l'interès dels col·leccionistes. Forma sèries de solució sòlida amb la gaspeïta i la siderita.
Segons la classificació de Nickel-Strunz, la magnesita pertany a «05.AB: Carbonats sense anions addicionals, sense H₂O, alcalinoterris (i altres M2+)» juntament amb els següents minerals: calcita, gaspeita, otavita, rodocrosita, siderita, smithsonita, esferocobaltita, ankerita, dolomita, kutnohorita, minrecordita, aragonita, cerussita, estroncianita, witherita, vaterita, huntita, norsethita, alstonita, olekminskita, paralstonita, baritocalcita, carbocernaita, benstonita i juangodoyita.

## Formació i jaciments
L'ambient de formació sol ser en roques sedimentàries de tipus evaporita, a partir d'una dessecació de llacs salats rics en magnesi. També pot aparèixer per substitució metasomàtica en els dipòsits de calcita i dolomita. Una tercera manera de formar-se és a partir de l'alteració de roques ígnies bàsiques i serpentinites. Als territoris de parla catalana ha estat descrita a la pedrera del Turó de Montcada (Montcada i Reixac, Vallès Occidental), a les mines del Puig de Sant Julià (Sant Julià del Llor i Bonmatí, Selva), a Albatera (Baix Segura), a l'Ermita Vella del Xapitel (Alacant), a la Seerra de la Murada (Oriola, Baix Segura) i a Cerro de la Sal (El Pinós, Vinalopó Mitjà).

## Usos
La magnesita és un mineral que té una infinitat d'aplicacions industrials, que abasten camps tan diferents com la indústria siderúrgica, la de la construcció o la fotogràfica. De la magnesita s'obtenen bàsicament dos tipus de derivats: el magnesi metàl·lic i les sals de magnesi. El primer es fa servir sobretot en la indústria metal·lúrgica per obtenir aliatges lleugers, molt sol·licitats en la indústria aeroespacial. Les sals de magnesi, en canvi, són utilitzades principalment en la indústria farmacèutica, tot i que també ocupen un paper important en les indústries del cautxú i en la paperera, així com en la fabricació d'estucs i ciments especials per a la construcció. Antigament van ser essencials en l'art de la fotografia, ja que els flaixos de les primeres càmeres funcionaven amb sals de magnesi. També és emprada per gimnastes, escaladors i esportistes en general, ja que evita la sudoració a les mans i permet agafar-se amb seguretat. L'extracció de magnesita segueix tenint el màxim interès per a la fabricació de productes molt resistents al foc, com són les rajoles o plaques per a forns i en particular maons per revestir els forns usats en la producció d'acer, elements tots ells sotmesos a temperatures molt elevades. Les sals de magnesi s'empren també com a purgant o per mitigar l'acidesa d'estómac. Avui dia, el magnesi és un dels components essencials de les sals de bany gràcies a les seves importants propietats terapèutiques.

## Varietats
- La gelmagnesita és una varietat amb forma de gel col·loidal.[9]
- La magnesita fèrrica[10] és una varietat de magnesita amb ferro, de la qual se'n coneixen dues varietats més:
  - La breunnerita, una varietat ferrosa de magnesita amb una relació atòmica Mg:Fe que va des de 90:10 a 70:30.[11]
  - La mesitina, una varietat ferrosa amb una relació atòmica Mg:Fe que va des de 70:30 a 50:50.[12]
- La magnesita niquèlica és una varietat que conté níquel.[13]

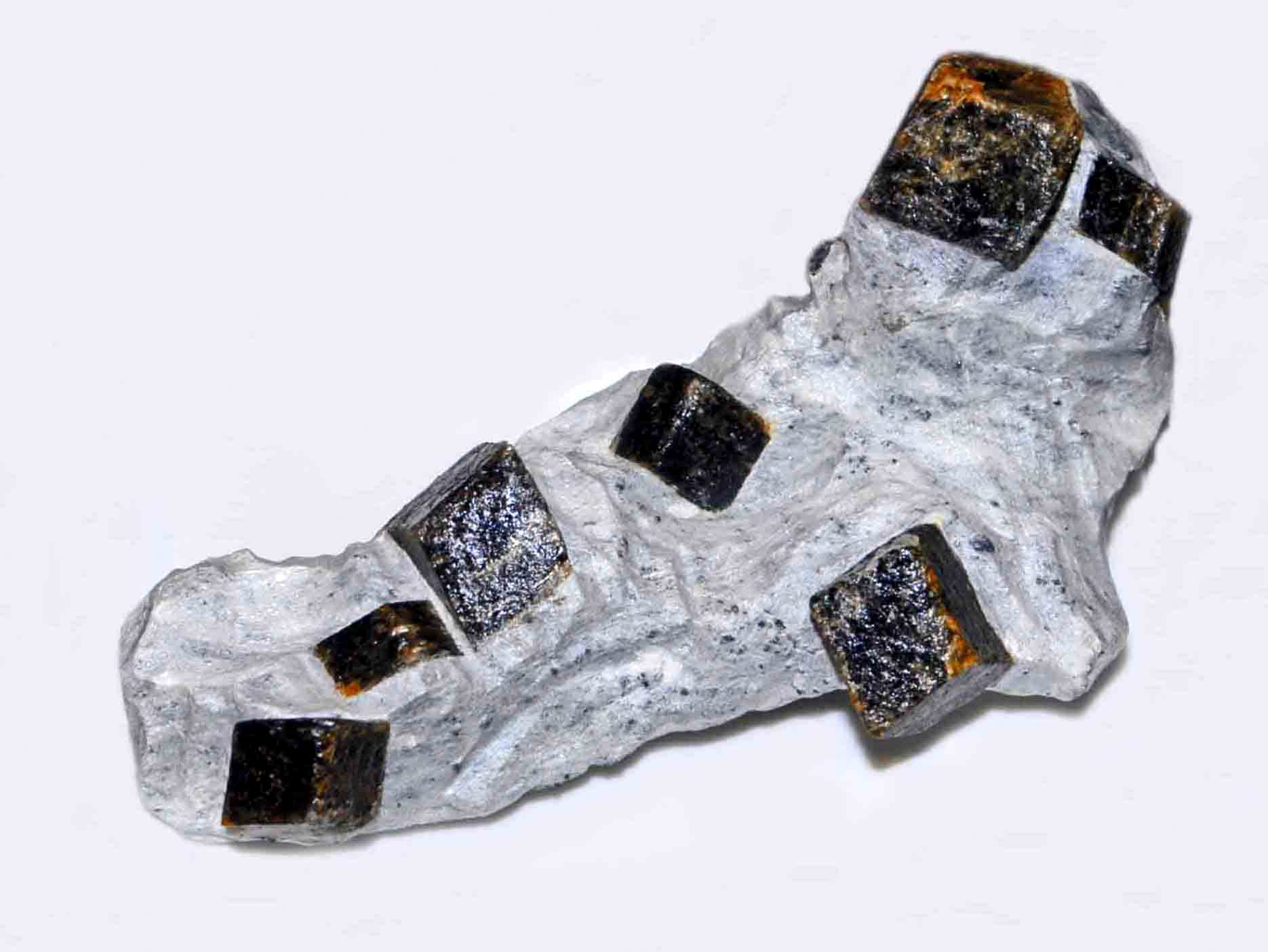
Breunnerita
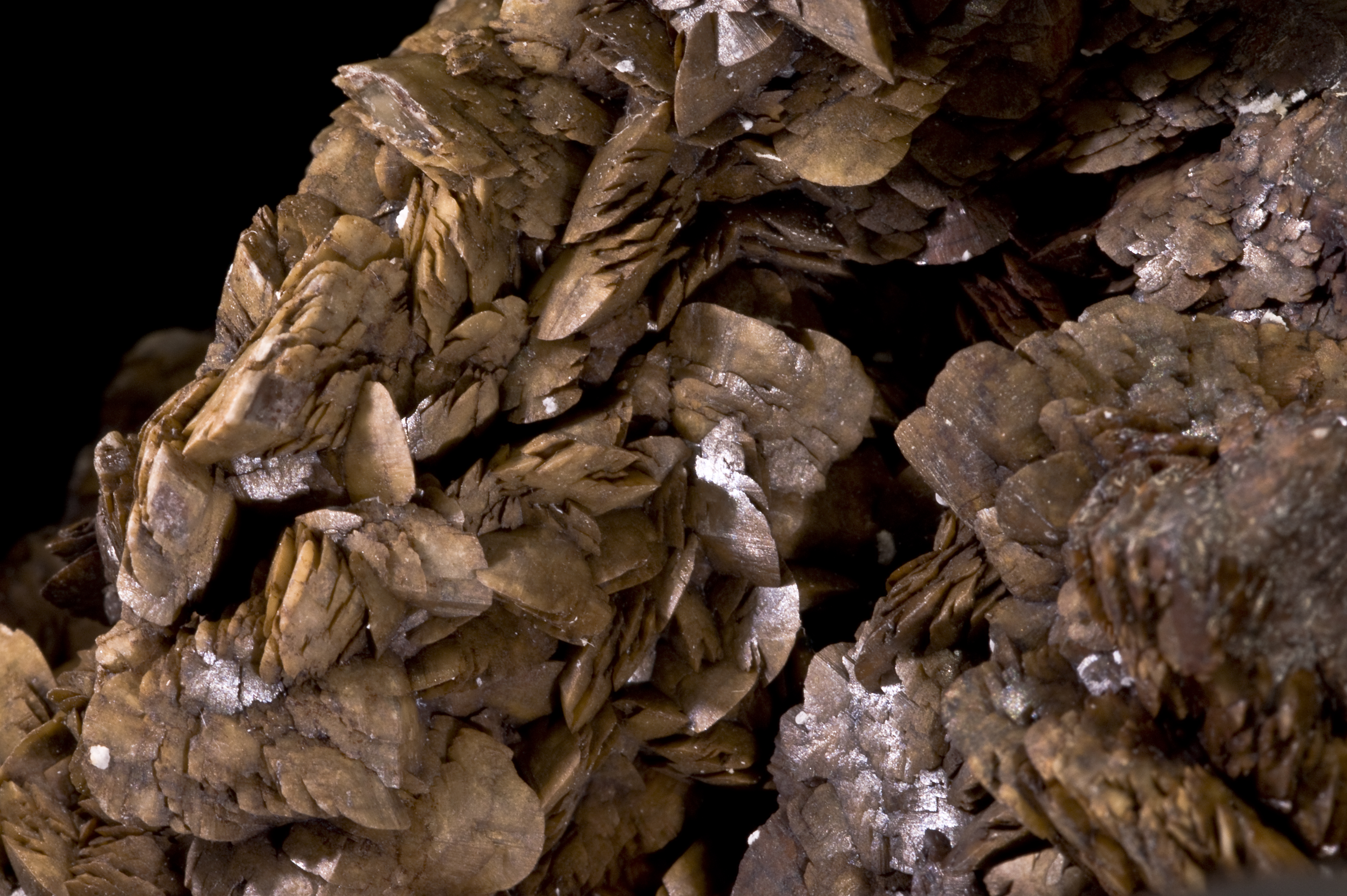
Mesitina